# Belianitsino
Belianitsino (en rus: Беляницыно) és un poble de l'óblast de Vladímir, a Rússia, segons el cens del 2010 tenia 277 habitants. Pertany al districte municipal de Iúriev-Polski.